# Félix Sévigny
 (novembre 2016).
Pour les articles homonymes, voir Sévigny (homonymie).
Félix Sévigny-Lévesque (né le 4 mai 1990) est un planchiste (snowboardeur) canadien. Sa carrière en Half-pipe a débuté en février 2011.  Mieux connu sous le nom de Peanut, il a fait sa marque cette même année dès sa première compétition.

## Cheminement biographique
Avant de se faire connaître en Half-pipe, il a fait ses débuts dans le monde du snowboard à l'âge de 9 ans. Au cours de cette même année, il a effectué et gagné plusieurs compétitions de slalom organisées par le centre Castor de la base militaire de Val-Cartier. De 1999 à 2001, il a remporté six médailles d'or, une  d'argent et deux de bronze. Par la suite, il a abandonné le monde de la compétition pour se  spécialiser dans le freestyle. Peanut ne fit aucune compétition jusqu'en 2010 où il s'est présenté au Ride Shakedown. Toutefois, c'est lors de cette compétition qu'il connut sa plus grosse chute. Cet accident, qui aurait pu lui coûter la vie, l'a obligé à renoncer au monde du Big air. En janvier 2011, il a décidé d'essayer une nouvelle discipline, le Half-pipe. Sans l'intention de s'investir sérieusement dans ses prouesses. Il n'y pensait pas, mais ses amis le convainquent qu'il a le potentiel pour se rendre loin.
En mai 2020, il vécut une situation qui changea complètement sa vie. À cette date là, il eut un accident de camion. C’est lors de cet accident qu’il passa proche d’y laisser la vie.
Il se déplace maintenant avec un déambulateur. Il garde sa forme. Il marche durant une heure par jour et fait du vélo adapté. Il réussit à pédaler 20 kilomètres par jour en 1 heure.
Il a pris du temps pour écrire un recueil autobiographique. Il l’a fait et en a vendu plusieurs copies. L’argent total de tout l’argent recueillie a été utilisée pour faire un don une association qu’il tient à cœur. 

## Son parcours vers le circuit mondial.
10 janvier 2011 : Il se pratique depuis les premiers jours de l'ouverture du Half-pipe. Écoutant les conseils de ses amis, il fait les démarches pour s'inscrire en tant que membre de SNQ, afin de participer à la Coupe Québec FIS, de Stoneham. Pour cette année, son objectif est de se faire connaître lors de la compétition de février. Par la suite, accumuler des points et faire de plus grosses compétitions et peut-être se rendre jusqu'à une coupe du monde quelques années plus tard.
18 janvier : Il fait une mauvaise chute sur un morceau de glace et se fracture l'os de la main droite. Le 5e métacarpe est fracturé en deux avec déplacement. Il se fait opérer.
24 janvier : Il tente continu l'entraînement malgré sa fracture.
25 janvier au 9 février : Il décide tout de même de participer à la Coupe Québec. Son but n'étant que de participer.
10 février : Il finit premier à la Coupe Québec. C'est alors le début de sa carrière en Half-pipe.
En 2014 c’était l’année des jeux olympiques de Russie
Il était dans le top 4 des planchistes canadiens. Il ne devait que faire une participation à une compétition mondiale pour avoir une chance d’être un des canadiens qui participerait aux Olympiques.  C’est alors qu’il a participé à un coupe du monde en Suisse. Il aurait eu des points pour le placer en meilleure position et pouvoir participer aux jeux. Par contre à ce moment, en Suisse, il a eu un accident et s’est fracturé la clavicule. C’est à ce moment que carrière dans le snowboard c’est donc terminée.
Il était rendu avec une vie simple. C’était donc le travail et le sommeil. 

## Autres résultats
- 18 février 2011: 26e, Coupe du Monde LG FIS Stoneham, Qc, Can.
- 27 février 2011: 27e, World Cup, Canada Olympic Park, Calgary, Alberta, Can
- 10 décembre 2011: 85e, US Grand Prix, Copper Mountain, Colorado US.
- 19 décembre 2011: 50e, FIS Race, Copper Mountain, Colorado, US.
- 2 février 2012: 10e, Fis Race, Otsego Club, Michigan. US.
- 22 février 2012: 35e, Coupe du Monde LG FIS, Stoneham, Qc, Can.
- 16 mars 2012: 21e, National Championships, Canada Olympic Park, Calgary, Alberta, Can.
- 26 janvier 2013: 1er, S3 Futur Pro, Stoneham, Qc, Can.
- 19 mars 2015: 6e, Sony Snow Crown, Ski and Snowboard Festival, Blue Mountain Resort, Ontario, Can.